# Appias hombroni
Appias hombroni is een vlindersoort uit de familie van de Pieridae (witjes), onderfamilie Pierinae.
Appias hombroni werd in 1852 beschreven door Lucas.